# La Trinité-Surzur
La Trinité-Surzur è un comune francese di 1 157 abitanti situato nel dipartimento del Morbihan nella regione della Bretagna.

## Società

### Evoluzione demografica
Abitanti censiti